# Maladie des vomissements de la Jamaïque

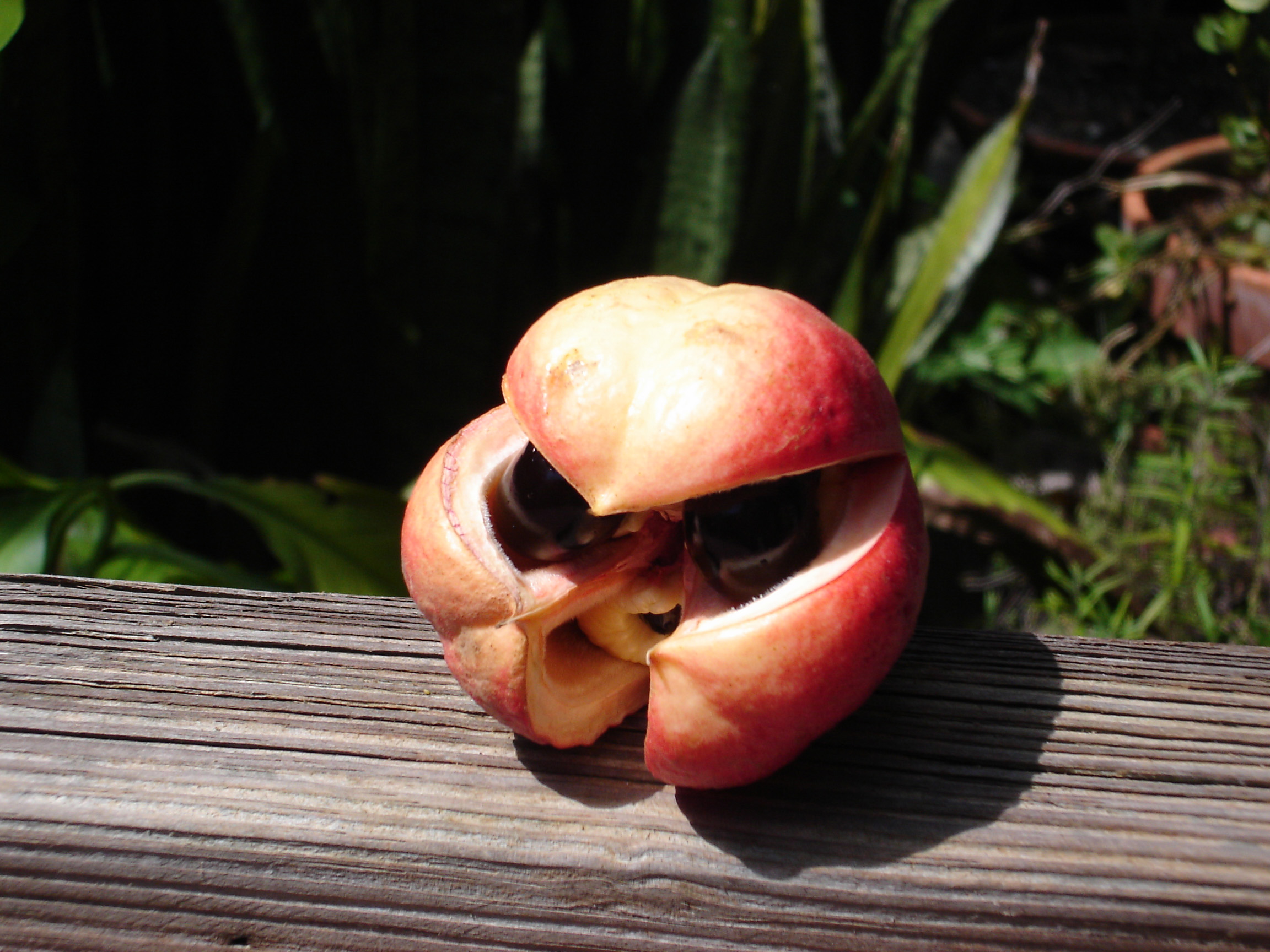
Fruit d'akée.

La maladie des vomissements de la Jamaïque est une maladie caractérisée par des vomissements importants et une hypoglycémie pouvant être mortelle, provoquée par une intoxication alimentaire aigüe après ingestion de fruits d'akée (Blighia sapida). Les victimes sont principalement des jeunes enfants.
Les premières descriptions de la maladie sous le nom de "maladie des vomisseurs de la Jamaïque" ont été faites en 1875.
Les accidents dus à la toxicité de ce fruit sont un problème récurrent notamment en Jamaïque et à Haïti, mais aussi en Côte d'Ivoire, au Togo ou au Burkina Faso. L'administration jamaïcaine a enregistré 271 cas entre 1980 et 1991. Un cas a été observé aux États-Unis, 28 autres cas en Jamaïque depuis 1992, 29 décès au Burkina Faso entre janvier et mai 1998, et plus récemment 38 enfants sont décédés en 2001 après avoir consommé le fruit.
Le taux de mortalité de cette intoxication est très élevé ; le décès se produit généralement entre 2 et 48 heures après l'ingestion. L'âge des enfants intoxiqués se situe typiquement entre 2 et 6 ans.
La maladie des vomissements de la Jamaïque est une cause classique de :
- stéatose microvésiculaire ;
- hypoglycémie toxique.

## Consommation de l'akée
Le fruit de l'akée n'est pas comestible en totalité : seules les arilles charnues surmontant les graines sont comestibles, tandis que le reste du fruit ainsi que les graines sont toxiques.
Les fruits verts ou trop mûrs sont également toxiques. Le fruit ne doit donc être récolté qu'à complète maturité, lorsqu'il s'ouvre naturellement. Il doit donc également être consommé frais.
L'akée à la morue est le plat national de la Jamaïque. La morue salée est sautée avec les akées, du saindoux, des oignons, des piments, des tomates, des fines herbes, et peut être garni de lard frit et de tomates fraîches.

## Toxicité
La chair de l'arille immature et les graines contiennent une toxine bien particulière, l'hypoglycine, qui est un amino-acide méthylcyclopropyl-proprionique. Celle-ci provoque, après ingestion, une diminution importante de la glycémie, provoquant des vomissements incoercibles, des convulsions et éventuellement la mort, en particulier chez les enfants.
L'hypoglycine, ou acide methylène cyclopropyl acétique, forme des esters irréversible de Coenzyme A et de carnitine. Ces deux molécules sont indispensables à l'oxydation des acides gras, qui fournit de l'Acétyl-CoA, précurseur indispensable à la synthèse d'énergie (ATP). Cette même énergie est normalement utilisée par l'organisme (excepté le cerveau, les globules rouges et la médullaire rénale) mais aussi particulièrement par le foie pour synthétiser du glucose à distance des repas. En l'absence de l'oxydation des acides gras, le foie est incapable d'ajuster à la hausse la glycémie, ce qui entraine une très forte hypoglycémie.

## Anecdote
- L'akée est le symbole et le fruit national de la Jamaïque.
- Un des épisodes de la série Urgences a pour cas clinique une intoxication à l'akée.